# Вислава
Вислава (слч. Vislava) насељено је мјесто са административним статусом сеоске општине (слч. obec) у округу Стропков, у Прешовском крају, Словачка Република.

## Становништво
| Година:    | 1994. | 2004.   | 2014.    | 2024.   |
| ---------- | ----- | ------- | -------- | ------- |
| Број људи: | 242   | 234     | 205      | 187     |
| Разлика:   |       | -3,30 % | -12,39 % | -8,78 % |

| Година:    | 2023. | 2024.   |
| ---------- | ----- | ------- |
| Број људи: | 191   | 187     |
| Разлика:   |       | -2,09 % |

Према подацима о броју становника из 2024. године насеље је имало 187 становника.